# انتخابات تكميلية

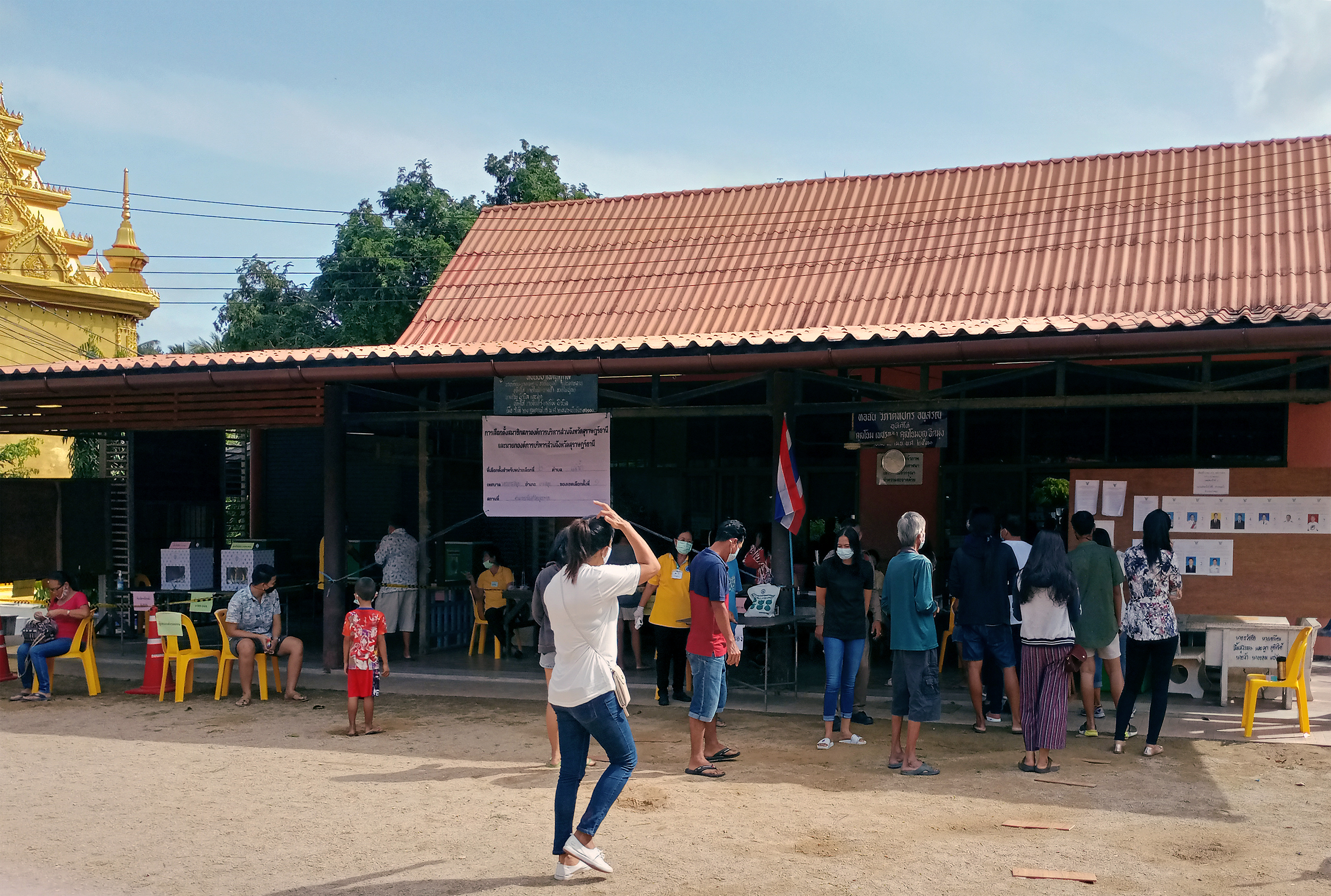
انتخابات المقاطعات التايلاندية، 20 ديسمبر 2020 م ، كوه ساموي، مقاطعة سورات ثاني.

الانتخابات التكميلية أو الانتخابات الخاصة أو الانتخابات الجزئية هي انتخابات تعقد لملئ مكتب سياسي أصبح فارغا في الوقت الفاصل بين الانتخابات العامة.
تعقد الانتخابات الخاصة عادةً عندما يُتوفى أو يستقيل شاغل المكتب الحالي، كما تعقد أيضاً عندما يصبح المكتب شاغراً بسبب عدم تمكن المسؤول من متابعة مهامه على سبيل المثال بسبب الفصل أو ارتكابه لجريمة جنائية خطيرة، عدم التمكن من تحقيق الداوم الأقل، أو الإفلاس أو عدم القدرة الذهنية.